# Chínipas
Chínipas è un comune del Messico, situato nello stato di Chihuahua.